# Mystifier
Mystifier ist eine brasilianische Black-Metal-Band aus Salvador, der Hauptstadt des nordöstlichen Bundesstaates Bahia.

## Geschichte
Die Gruppe wurde 1989 gegründet. Die ersten drei Tonträger – Tormenting the Holy Trinity (1989) und Aleister Crowley (1991) – erschienen im Selbstverlag, die dazwischen auf den Markt gekommene EP T.E.A.R. (The Evil Ascension Returns) (1990) bei Maniac Records. Ihr offizielles Labeldebüt feierte die Band 1992 mit Wicca bei dem französischen Label Osmose Productions.
Inklusive Wiederveröffentlichungen erschienen diese und alle weiteren Werke u. a. bei den Musiklabels CD-Maximum, Crash Music, Hammerheart Records, Iron Bonehead Productions und Nuclear War Now! Productions. Darüber hinaus hat sich Band über die Zeit auch mit Beiträgen an Kompilationen beteiligt, so 1998 mit einem Stück auf dem Sepultura-Tributsampler Sepultural Feast: A Tribute to Sepultura.
2014 spielte die Band auf dem Inferno Metal Festival Norway und 2016 auf dem Maryland Deathfest.

## Stil
In einer Besprechung zur Wiederveröffentlichung des erstmals 1993 erschienenen Albums Göetia beschrieb ein Autor von Metal.de den damaligen Stil im Rückblick als „okkulten Frühneunziger-Black-Metal“.

## Diskografie
- 1989: Tormenting the Holy Trinity (Selbstverlag)
- 1990: T.E.A.R. (The Evil Ascension Returns) (EP; Maniac Records)
- 1991: Aleister Crowley (Selbstverlag)
- 1992: Wicca (Heavy Metal Maniac Records)
- 1993: Göetia (Osmose Productions)
- 1996: The World Is So Good That Who Made It Doesn't Live Here (Osmose Productions)
- 1999: Demystifying the Mystified Ones for a Decade in the Earthly Paradise (EP; Demise Records)
- 2000: The Fourth Evil Calling from the Abyss (Tormenting The Holy Trinity) (Kompilation, Eldritch Music)
- 2001: Profanus (Encore Records)
- 2001: Goëtia & Wicca (Kompilation; Osmose Productions)
- 2008: Baphometic Goat Worship (Kompilation, Nuclear War Now! Productions)
- 2014: 25 Years of Blasphemy and War (Kompilation, Dunkelheit Produktionen)
- 2015: Aztec Assault (DVD; Porco Dío Records)
- 2015: T.E.A.R. & Aleister Crowley (Kompilation; Warfuck Records, Southamerican Holocaust, Sudaca Records)
- 2019: Protogoni Mavri Magiki Dynasteia (Season of Mist Underground Activists, Under the Sigil of Bælzeebüb)
- 2020: The Sign of the Unholy Baphomet (Kompilation, Urtod Void)
- 2021: T.E.A.R. (The Evil Ascension Returns) / Tormenting the Holy Trinity (Kompilation, Nuclear War Now! Productions)
- 2021: Promo Tape (Promo-Kassette; Nuclear War Now! Productions)
- 2021: Demo-nized (Kompilation; Impaled Records)
- 2022: Under Satan’s Wrath (Split mit Lucifer’s Child; Agonia Records)